# Małgorzata Krasowska

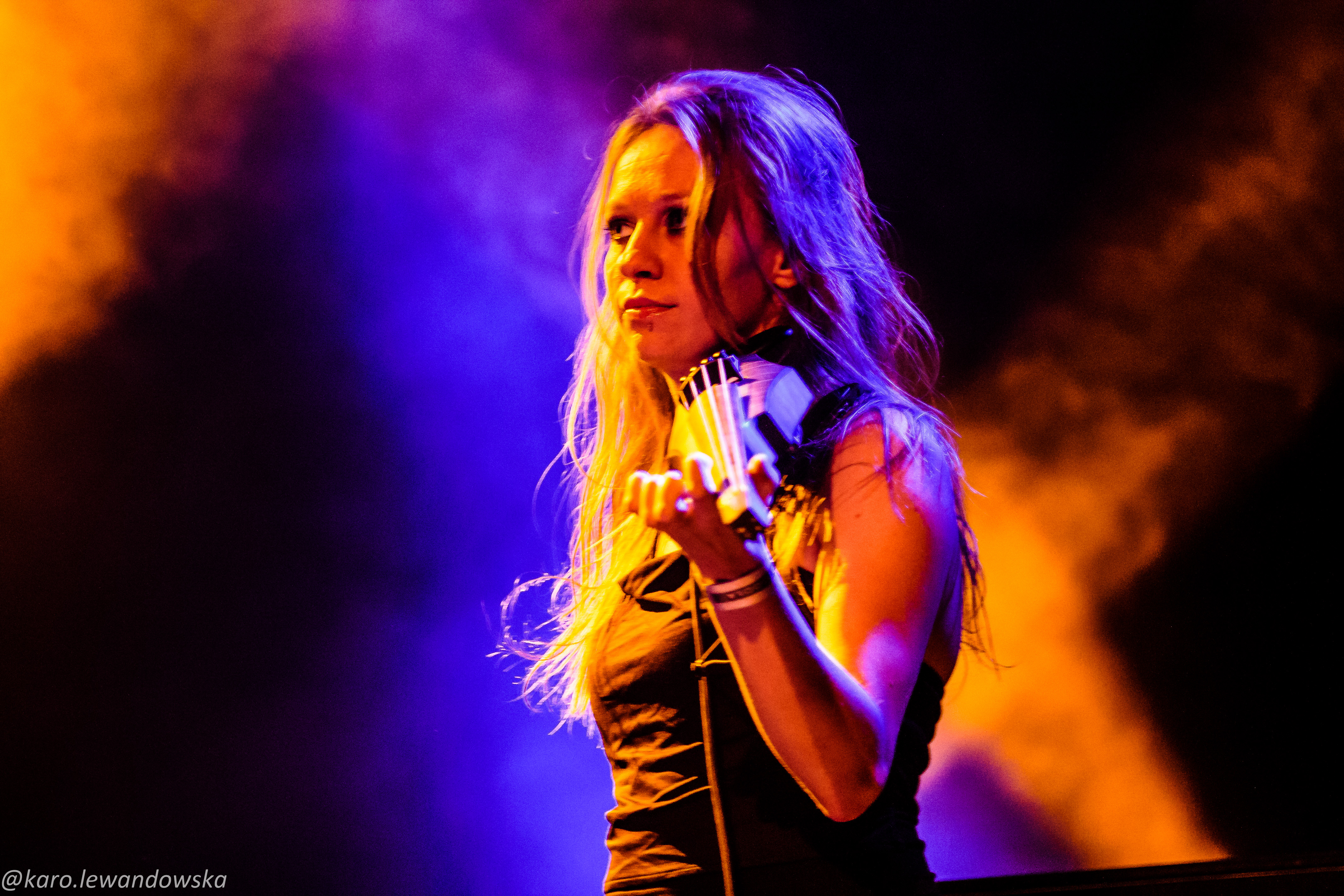
Małgorzata Krasowska

Małgorzata „Viola” Krasowska (ur. 7 lipca 1985 w Lublinie) – polska altowiolistka, tancerka, kompozytorka.

## Życiorys
Absolwentka Akademii Muzycznej im. Karola Lipińskiego we Wrocławiu w klasie altówki prof. Zbigniewa Czarnoty. Na co dzień pracuje jako muzyk orkiestrowy w Lubelskiej Filharmonii. Jej twórczość muzyczna charakteryzuje się szeroką rozpiętością stylistyczną. Była członkiem zespołów muzyki klasycznej, jazzowej, eksperymentalnej, folkowej, filmowej, teatralnej oraz grup grających gatunki niszowe takich jak sludge, metal, doom, crust. Oprócz licznych projektów na stałe gra i tworzy muzykę w zespołach: The Feral Trees, który osadzony jest w stylistyce folk noir, alternative dark folk, a wokalistką zespołu jest pochodzącą z Kolorado – Moriah Woods. Ich płyta zajęła 6 miejsce w rankingu Najlepszych Płyt roku 2015 według Gazety Wyborczej. Występuje z kwartetami smyczkowymi OFFandBACH i KwartEMIA (który pod patronatem filharmonii lubelskiej zajmuje się muzyką kameralną). Współtworzy lubelsko-londyński zespół MithRAZ, który prezentuje przeróżne gatunki muzyczne min. mitologiczną operę, world music, jazz.
Grała koncerty ze znanymi artystami takimi jak: Stanisław Soyka, Krystyna Prońko, Chonabibe.
Jest tancerką Grupy Tańca Współczesnego Politechniki Lubelskiej i dzięki interdyscyplinarnym umiejętnościom łączy taniec z autorską muzyką graną na żywo.

## Muzyka i role teatralne, performatywne[7]
- 2008: „Metamorfozy Lubelskie – Cztery Pory Roku”  (chor. Anna Żak) – taniec, fragment muzyczny grany na żywo
- 2008: „Hydrogen Bond” (chor. Sosana Marcelino) – muzyka grana na żywo, taniec[8]
- 2010: „Opium” (chor. Anna Żak) – taniec, fragment muzyczny grany na żywo[9]
- „new you”  (chor./reż. Johannes Wieland) – statystka
- „Bodies in urban spaces”  (idea, koncept Willi Dorner) – taniec[10]
- 2011: „Cokolwiek stanie się” (chor. Hanna Strzemiecka) – taniec[11]
- 2012: „Znak Kaina” (reż. James Brennan, Ośrodek Praktyk Teatralnych Gardzienice) – aranżacja i wykonanie muzyki na żywo[12]
- 2012: „Wisielec” (reż. Daniel Adamczyk) – muzyka grana  na żywo
- 2013: „Wejście Smoka – Trailer” (reż. Daniel Adamczyk) –  rola
- 2013: „Notre Dame de Paris Extra Polska” (chor. Sosana Marcelino) – taniec
- 2013: „...And We Will Have Dance Together – score 4” (koncept Witold Jurewicz) – taniec[13][14]
- 2015: „Jestem niema” (chor. Joanna Szot) – muzyka
- 2016: „Maria Stuart i smutne piosenki (chor. Joanna Szot) – muzyka[15]
- 2016: „Miasto Dada” (reż. Daniel Adamczyk) – muzyka[16][17]

## Wybrane festiwale i koncerty
- 2013: Słodko – Gorzki Festiwal Teatralny
- 2014: Festiwal Spotkań Kultur Sanus Per Artem
- 2015: XIX Forum Witolda Lutosławskiego – Most
- 2015: Splat!FilmFest[18]
- 2015: Open’er Festival (Gdynia)[19]
- 2015: Spring Break Festival (Poznań)
- 2015 Sziget Festival (Budapeszt)[20]
- 2015: Wszystkie Strony Świata[21]
- 2016: Festiwal Filmu i Sztuki „Dwa Brzegi”
- 2016: OFF Festival
- 2016: KEXP[22]

## Dyskografia
- 2015: The Feral Trees „The Feral Trees” – CD, LP (Antena Krzyku)[23]
- 2016: The Feral Trees „The Animal” – EP (Antena Krzyku)

## Teledyski
- 2016: „The Animal” The Feral Trees, prod. Sofar[24]
- 2016: „La Danse” MithRAZ, prod. Vintage Sessions[25]
- 2016: „Rustic Bones” The Feral Trees, prod. Vintage Sessions[26]